# СВАРЗ-Икарус
СВАРЗ-Ика́рус — советский и российский сочленённый троллейбус особо большой вместимости, производившийся с 1988 по 1992 год на заводе СВАРЗ в Москве на основе автобусов Ikarus 280 и Ikarus 283.

## Описание
Кузов троллейбуса усиливался в местах установки тяговых и вспомогательных частей электрооборудования, основания штанговых токоприёмников, компрессора и прочих необходимых агрегатов. Для доступа к ним были выделаны дополнительные люки по бортам кузова. В качестве вспомогательных двигателей установлены два двигателя серии ДК-661Б, один из которых отвечал за привод сдвоенной крыльчатки вентилятора обдува пуско-тормозных реостатов, а второй для привода генератора низковольтного напряжения Г-732А. Установка гидроусилителя руля состояла из насоса и двигателя Г-732В. Автобусные электрические составляющие полностью снимались и заменялись на двухпроводные с соединением всех силовых частей с наложением дополнительной изоляции по отношению к кузову троллейбуса. В качестве основного электрооборудования был задействован комплект тягового и вспомогательного электрооборудования троллейбуса модификации ЗиУ-682В1, а тяговым двигателем стал ДК-211БМ, аналогично устанавливавшийся на троллейбус ЗиУ-683Б00 в тягаче рядом со средней осью, которая являлась ведущей. В качестве системы управления была выбрана РКСУ, конструктивно также предусматривалась установка ТИСУ вместо реостатно-контакторной. СВАРЗ-Икарус комплектовался компрессором модели ЭК-4В с двигателем ДК-410, идентичный троллейбусам модификаций ЗиУ-682, и управлявшийся автоматом АК-11Б. Вкупе с этим удалось сохранить преимущества и достоинства серийных автобусов Ikarus 280 — комфортабельный салон с полумягкими сиденьями и люминесцентными лампами, удобное место водителя, приборная панель и рулевое управление.

## История
Потребность Москвы, а также ряда развитых городов России и союзных республик в большем количестве троллейбусов особо большого класса была осложнена недостаточным темпом производства отечественных троллейбусов ЗиУ-683, массовые поставки которого завод имени Урицкого осуществлял с 1986 года. Параллельно в Венгрии было успешно освоено производство троллейбуса Ikarus 280T, созданного ранее на базе дизельного автобуса Ikarus 280. Испытания одной из его модификаций, Ikarus 280.92, успешно прошли в Москве с 1986 по 1987 год, по результатам которых троллейбус показал хорошие характеристики в плане экономичности, комфортабельности, манёвренности и удобства в управлении. По причине дороговизны и затратного сервисного обслуживания Москва отказалась от массовых закупок данной модели, но с оглядкой на прошлое не оставляла мыслей о серийном приобретении и эксплуатации таких троллейбусов, построенных в автобусном кузове. Отсутствие отечественных сочленённых троллейбусов было решено компенсировать организацией работы части машин по системе Веклича, но в Москве она была отрицательно воспринята местным ГАИ и дело ограничилось недолгим испытанием двух троллейбусных поездов на территории 7-го троллейбусного парка. Осложняло ситуацию ещё и то, что первые троллейбусы ЗиУ-683 содержали в себе ряд недостатков в работе ТИСУ, сдерживавшие серийное производство модели, а эксплуатация последних из производившихся в стране сочленённых троллейбусов СВАРЗ-ТС завершилась в столице ещё в 1975 году.
В начале 1988 года власти Москвы приняли решение о закупке машинокомплектов автобусов Ikarus 280.33, Ikarus 280.48 и Ikarus 280.64 для последующего переоборудования в троллейбусы, и в ноябре 1988 года стартовало их серийное производство на заводе СВАРЗ. Первым троллейбусом модели под обозначением СВАРЗ-Икарус стал переоборудованный автобус модификации Ikarus 280.64 с планетарным типом дверей, поступивший в Филёвский автобусно-троллейбусный парк и получивший бортовой номер 0012. С 1989 года в троллейбусы также стали переоборудоваться машинокомплекты автобусов Ikarus 280.33 с ширмовым типом дверей и Ikarus 280.48 с планетарным типом дверей, с 1990 года — машинокомплекты удлинённого варианта сочленённого автобуса Ikarus 283.00 с планетарным типом дверей.
Троллейбусы СВАРЗ-Икарус поставлялись преимущественно в Филёвский автобусно-троллейбусный парк города Москвы с 1988 по 1990 год, в 1991 и 1992 годах поступили ещё одна и две машины соответственно. Остальные 21 троллейбус в 1990—1991 годах поступили в 6-й и 7-й троллейбусный парки Москвы в количестве 10 и 11 машин соответственно. Всего на заводе СВАРЗ было построено 60 троллейбусов в автобусных кузовах Ikarus. В числе произведённых, помимо созданных в ходе досборки готовых кузовов, были также бывшие в употреблении города автобусы модификаций Ikarus 280.33 и Ikarus 280.64, ранее отработавшие на регулярных автобусных маршрутах Москвы в течение 5-6 лет. В начале 1990-х годов завод СВАРЗ планировал осуществлять серийное производство троллейбусов совместно с Ikarus. Предполагалось, что из Венгрии должны были поставляться только готовые машинокомплекты, а уже в Москве — производиться их досборка с использованием электрооборудования отечественного производства. Но этим планам воплотиться в жизнь окажется не суждено — после перехода Венгрии к демократии и распада Советского Союза производство троллейбуса СВАРЗ-Икарус было прекращено в первой половине 1992 года.
В Филёвском автобусно-троллейбусном парке троллейбусы СВАРЗ-Икарус работали на маршрутах № 2, 17, 34, 39 и 44; в 6-м троллейбусном парке — на маршрутах № 36, 56, 73, 76 и 78; в 7-м троллейбусном парке — на маршрутах № 1, 38, 40, 63 и 71.
С первой половины 1992 года Москва начала отказываться от троллейбусов СВАРЗ-Икарус. Первые два троллейбуса были переданы в Тверь в мае 1992 года, а ещё 4 машины — в Вологду в августе-сентябре того же года. В январе 1993 года ещё 6 троллейбусов СВАРЗ-Икарус были проданы в грузинский город Рустави. Машины, проданные в Вологду и Рустави, обслуживались в 7-м троллейбусном парке и проработали с пассажирами до декабря 1992 года.
В конце 1993 года прекратилась эксплуатация сразу шести троллейбусов СВАРЗ-Икарус в 6-м троллейбусном парке, что было связано с моральным износом и полной амортизацией кузова, так как в прошлом эти машины являлись автобусами. К 1996 году в 6-м троллейбусном парке оставалось два действующих троллейбуса СВАРЗ-Икарус, а машина с бортовым номером 6800 стала последней линейной в этом парке и проработала с пассажирами до мая 1997 года.

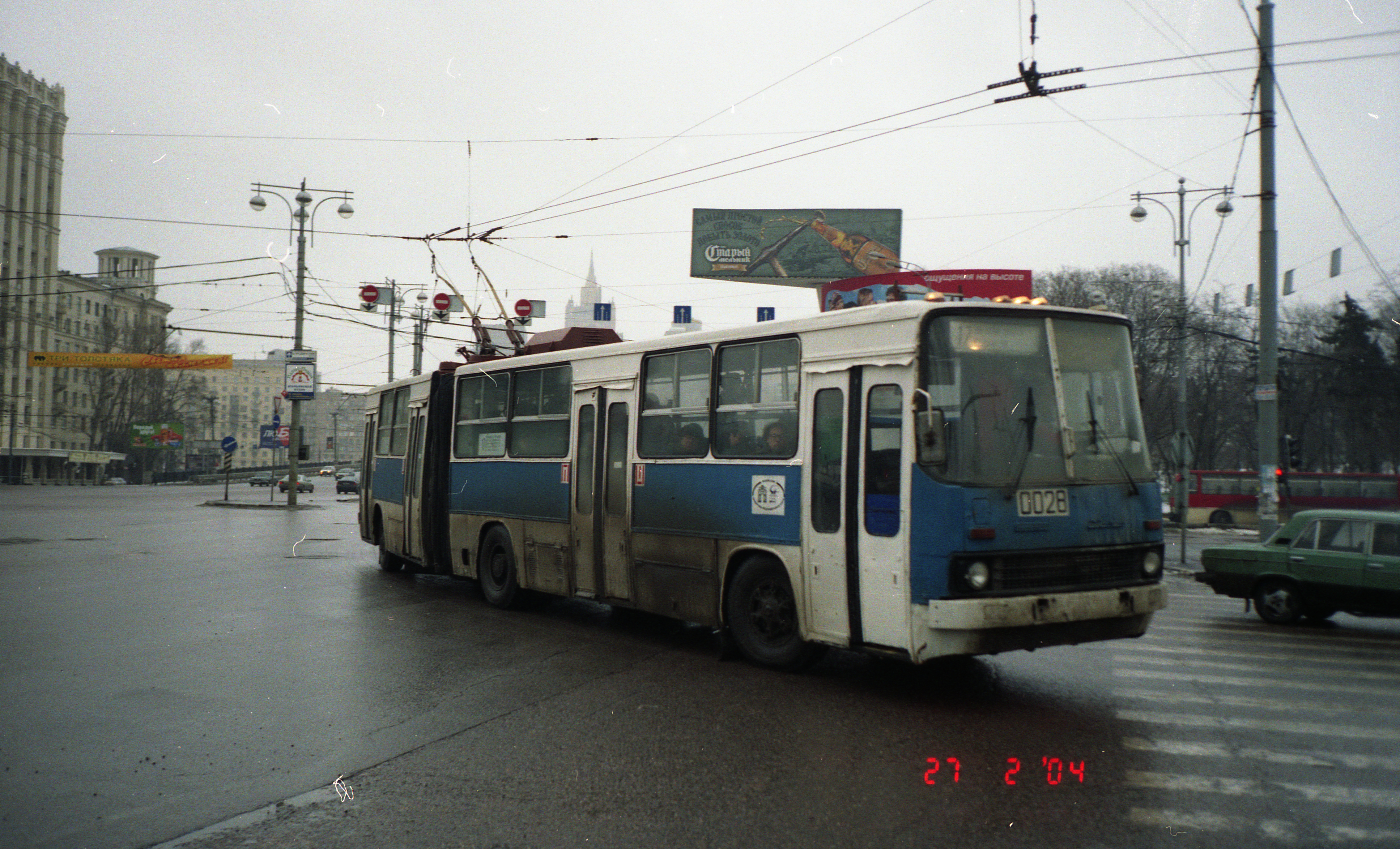
0028 у Киевского вокзала (2004)

Оставшиеся в Москве троллейбусы СВАРЗ-Икарус работали исключительно в Филёвском автобусно-троллейбусном парке, а их вывод из эксплуатации начался уже с 2000 года. В течение следующих трёх лет было отставлено от работы и списано 22 машины. 16 июня 2004 года около станции метро «Кропоткинская» произошло серьёзное ДТП с участием троллейбуса СВАРЗ-Икарус с бортовым номером 0048, в результате которого произошло заклинивание поворотных механизмов узла сочленения, приведший к его разрыву. Разрыв узла сочленения произошёл на машине, переоборудованной из автобуса Ikarus 283.00, прицеп которого имел двускатные колёса и неподруливающую заднюю ось.
После этого инцидента эксплуатация троллейбусов СВАРЗ-Икарус была досрочно завершена в октябре 2004 года, а последней линейной машиной оказался первый его экземпляр, построенный в ноябре 1988 года. Другой экземпляр с бортовым номером 0034 числится на балансе музея городского транспорта и с 2004 года находится в неходовом состоянии.
После 2004 года в мире сохранился всего один троллейбус СВАРЗ-Икарус: машина под номером 0034 работала в Москве до ноября 2003 года, после чего была передана в музей городского транспорта. Троллейбус смог поучаствовать в параде к 70-летию московского троллейбуса, однако впоследствии был отправлен на территорию ТРЗ и оставлен под открытым небом на 16 лет, постепенно приходя в негодность и к 2020 году состояние кузова оказалось на критическом уровне. 4 сентября 2020 года при расчистке территории ТРЗ от скопившейся техники СВАРЗ-Икарус был вывезен с территории завода, однако в связи с тем, что при одной из ранних попыток сдвинуть троллейбус с места в передней части порвалась рама, машину пришлось расцеплять и вывозить на двух разных трейлерах. С 2020 года троллейбус находится на территории завода СВАРЗ, но сроки проведения его реставрации неизвестны.
В других городах судьба троллейбусов СВАРЗ-Икарус распорядилась по разному. В Твери до 2000 года работали всего два переданных троллейбуса из Москвы. Первым списанным из них стала машина с бортовым номером 130, а 14 марта 2004 года был отставлен от работы и второй — троллейбус с бортовым номером 23, утилизированный в 2005 году. Переданные из 7-го троллейбусного парка Москвы в грузинский Рустави 6 троллейбусов СВАРЗ-Икарус проработали в оригинальном виде до начала 2000-х годов, пока в процессе проведения капитально-восстановительного ремонта не стали так называемыми «обрубками». Укороченные СВАРЗ-Икарус эксплуатировались с пассажирами до октября 2003 года и были утилизированы в начале 2004. На этом эксплуатация переданных из России в Грузию троллейбусов СВАРЗ-Ikarus завершилась. Последние линейные СВАРЗ-Икарус продолжали работать в городе Вологда. Из четырёх переданных из Москвы машин только две были списаны в декабре 2003 года, а оставшиеся два оставались в пассажирской эксплуатации до мая 2005 года. Троллейбус СВАРЗ-Икарус навсегда ушёл в историю.

## Факты
- СВАРЗ-Икарусы не имеют собственного цифрового обозначения по ГОСТу.
- Наравне с ЗиУ-683Б массово использовался в качестве уличных баррикад в Москве во время августовского путча 1991 года.
- Самым последним СВАРЗ-Икарусом в пассажирской эксплуатации оказался самый первый: он был списан ровно через три месяца после ЧП у метро «Кропоткинская». Дело в том, что он был перенумерован сначала в 0022, затем уже в 0041.
- Троллейбусы СВАРЗ-Икарус можно встретить в кинофильмах «Бабник», «Перекрёсток», «Московская жара», «Дневной дозор».